# Minas de Riotinto
Minas de Riotinto es un municipio español situado en la provincia de Huelva, región de Andalucía. El municipio cuenta con una población de 3713 habitantes (INE 2024). Su extensión superficial es de 23,31 km² y tiene una densidad de 176,4 hab/km². El núcleo urbano principal también incluye los barrios del Alto de la Mesa y La Dehesa. Se encuentra situado a una altitud de 416 metros y a 74 kilómetros por carretera de la capital de provincia, Huelva.
Históricamente, el municipio ha estado muy ligado a la actividad minera, siendo de hecho uno de los principales núcleos integrantes de la cuenca minera de Riotinto-Nerva. Ya durante la Antigüedad la zona fue un importante distrito minero, en especial durante la época romana, que llegaron a establecer diversas explotaciones y un núcleo de población. Fue a partir del último tercio del siglo XIX, tras la adquisición de las minas por la Rio Tinto Company Limited (RTC), cuando la comarca experimentó una gran transformación. Los históricos yacimientos comenzaron a ser explotados a una escala mucho mayor, al tiempo que se creaban diversas industrias químicas y una importante red ferroviaria. Además, un gran número de inmigrantes procedentes de otras zonas de la península ibérica se instaló en el municipio para trabajar en las minas, lo que se tradujo en un aumento considerable de la población de Riotinto.
Esta dinámica de apogeo se mantuvo hasta la segunda mitad del siglo XX, época durante la cual la propiedad del complejo minero-industrial pasó a manos españolas. Así, durante años Minas de Riotinto llegó a ser uno de los municipios más importantes de la provincia de Huelva. A partir de la década de 1970 la tradicional actividad económica de la comarca entró en declive, iniciándose una fuerte crisis. Durante las últimas décadas del siglo XX el agotamiento de las minas y la caída de precios de los minerales en el mercado internacional marcaron el declive de la comarca, lo que afectó al municipio. La falta de perspectivas económicas se ha traducido en una crisis demográfica, impulsada por la emigración fuera de la Cuenca Minera.

## Símbolos
- Escudo: En campo de azur un pico y una maza de minero en aspa de amarillo brillante, y en punta ondas de plata y gules. Al timbre, corona real cerrada.[4]
- Bandera: Cuatro franjas paralelas entre sí y perpendiculares al asta, la primera, azul, de 7/10 de la anchura, y las restantes, blanca, roja y blanca de 1/10 cada una de la misma proporción. Centrado y sobrepuesto escudo de armas local.

## Geografía
Minas de Riotinto se encuentra situada en el centro de la comarca onubense de la Cuenca Minera, a una altitud media de 416 metros sobre el nivel del mar. El término municipal está compuesto por el propio casco urbano de Minas de Riotinto, y los pequeños núcleos urbanos de Alto de la Mesa y La Dehesa; las zonas agrícolas con cultivos; los espacios forestales y naturales; y las zonas ligadas a la actividad de la cuenca minera.

### Medio físico
Como en otras áreas de la comarca, en la geografía física del término municipal de Minas de Riotinto predominan los cerros, las colinas y las superficies erosionadas como consecuencia de la actividad minera a lo largo de la historia. El paisaje se ha visto alterado considerablemente a lo largo de los siglos, habiendo desaparecido zonas geográficas como el Llano de los Tesoros. También como resultado de la minería, se trata esta de una zona de vegetación pobre, con gran predominio de los pinares (especialmente de la especie Pinus Pinea), de plantas como la Erica Andevalensis y las zonas de monte bajo. Aunque el nacimiento del río Tinto se encuentra localizado en Nerva, por el término municipal discurre una parte de su cauce fluvial.

### Ubicación
Minas de Riotinto limita con los siguientes municipios:
| Noroeste: El Campillo | Norte: El Campillo, Nerva | Noreste: Nerva             |
| Oeste: El Campillo    |                           | Este: Nerva                |
| Suroeste: El Campillo | Sur: El Campillo          | Sureste: Nerva, El Madroño |

## Historia

### De la Antigüedad a la Edad Moderna
Las Minas de Riotinto han sido descritas como uno de los distritos mineros más importantes de la Antigüedad, junto a otros yacimientos de este período que existían en la península ibérica. Hay constancia de actividades mineras en la zona ya durante la Edad del Cobre y la Edad del Bronce, si bien sería en época romana cuando se desarrollaron las actividades de extracción más importantes. 
El geógrafo griego Ptolomeo hizo referencia a la existencia de Urium, núcleo poblacional y administrativo de cierta entidad que se hallaba ubicado en el territorio del actual municipio de Minas de Riotinto. Urium, topónimo también empleado durante la Antigüedad para referirse al río Tinto, se encontraba situado en la zona del actual Llano de los Tesoros/Corta del Lago. Este núcleo estaba conectado con otros importantes centros urbanos del suroeste de la península ibérica a través de una calzada que partía de Hispalis y enlazaba con Iptuci, Onuba, Urium, Arucci, Fines, etc. Dentro del territorio del actual término municipal de Minas de Riotinto hay constancia de la existencia de un asentamiento de cierta importancia en Bellavista, así como de varias necrópolis (La Dehesa, Huerta de la Cana). Las explotaciones mineras estuvieron operativas hasta el último cuarto del siglo II, época en que la actividad decayó. El poblado minero continuó estando habitado al menos hasta los siglos IV-V, durante la época bajoimperial.
Los yacimientos mineros estuvieron inactivos durante los siguientes siglos, hasta bien entrada la Edad Moderna. La actividad minera se reinició con posterioridad a 1725, fecha en que el ingeniero sueco Liebert Wolters Vonsiohielm consiguió que la Corona le otorgase la explotación de los yacimientos por un período de treinta años. Los trabajos se centraron en la zona del Filón Sur y alcanzarían una gran importancia durante la segunda mitad del siglo XVIII, llegando a levantarse varias fundiciones. En esta época también se establecería, al calor de los trabajos mineros, el pueblo de Río-Tinto junto al Filón Sur. Con los años se fue articulando una localidad de cierta relevancia, al tiempo que volvía a aumentar la importancia de Riotinto en el contexto minero español.

### Edad Contemporánea
Minas de Riotinto adquirió el rango de municipio en 1841 tras haberse separado de Zalamea la Real, a cuyo término municipal había pertenecido hasta entonces. Sin embargo, el hecho más trascendental de aquella época tuvo lugar en 1873, cuando las minas de la zona fueron adquiridas por un consorcio internacional que después las transfirió a una sociedad británica, la Rio Tinto Company Limited (RTC). La cuenca minera de Riotinto-Nerva vivió un gran auge bajo la RTC, que acometió la construcción de un ferrocarril de vía estrecha, el llamado ferrocarril de Riotinto, para enlazar las minas con el puerto de Huelva. Esta línea fue inaugurada en 1875 y llegó a contar con dos estaciones en la zona: Río Tinto-Estación y Río Tinto-Pueblo. Así mismo, se produjo un importante desarrollo industrial asociado a la minería que llevaría a la instalación de una fábrica de ácido sulfúrico, la fundición Bessemer, una central eléctrica, almacenes, cargaderos de mineral, etc. Más adelante, en la zona de Zarandas-Naya se levantaron diversas plantas industriales dedicadas al procesado de los minerales, como la Fundición de Piritas, la Cementación Naya o planta trituradora de Zarandas.

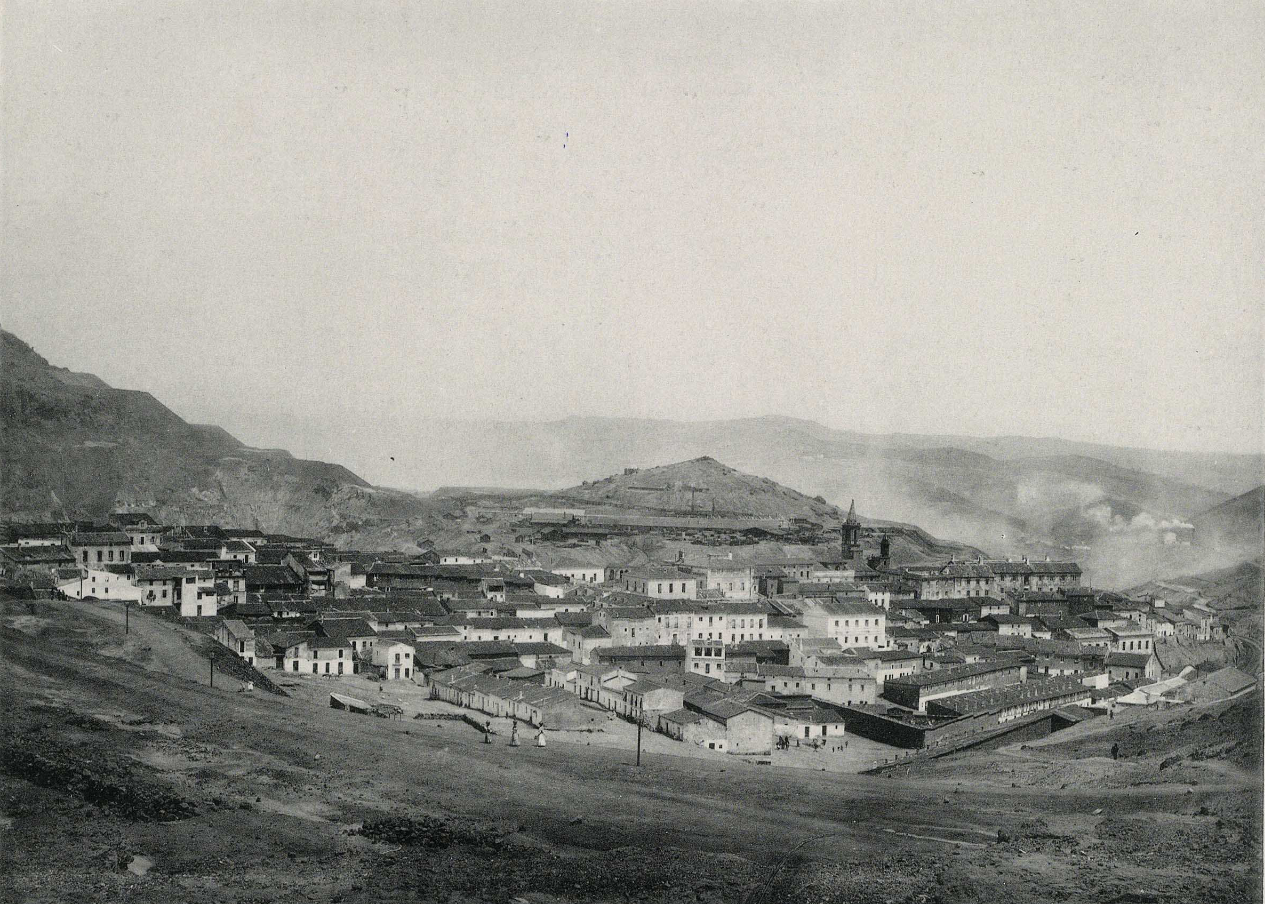
Vista del pueblo de Riotinto, 1892.

La progresiva expansión de las actividades mineras y metalúrgicas supuso la necesidad de contar con un mayor número de trabajadores, lo que a la larga llevaría a un aumento exponencial de la población de la zona. Durante aquellos años la población de Riotinto aumentó considerablemente: de 4.957 habitantes en 1877 se pasó a 11.603 habitantes en 1900. Ante aquella eventualidad la RTC acometió la construcción de viviendas para obreros y sus familias, aunque en muchos casos las casas carecían de los servicios más básicos. Entre 1883 y 1888 se articularon una serie de poblados obreros de nueva creación fuera del pueblo histórico: Alto de la Mesa, El Valle, La Atalaya, La Naya, Río Tinto-Estación o La Dehesa. Paralelamente, también se instaló en la zona una importante colonia británica formada por directivos, técnicos e ingenieros de la RTC, que venían acompañados de sus familias desde el Reino Unido. Se acabaría levantando un núcleo residencial de estilo victoriano, el denominado barrio de Bellavista, que poseía un estatus muy superior al de los barrios obreros. Con los británicos también vinieron su cultura y tradiciones.
El pueblo original de Riotinto terminaría desapareciendo debido al avance de las labores en las explotaciones cercanas. Ya desde comienzos del siglo XX se inició su despoblamiento debido a la ruina de algunas edificaciones por las labores mineras y el peligro que ello acarreaba para los habitantes. En abril de 1902 tuvo lugar un importante movimiento de tierras en Filón Sur que llevó al hundimiento de un tramo del pueblo histórico, por lo que se levantaron nuevas viviendas en el Alto de la Mesa para realojar a los empleados y obreros afectados. Años después, en enero de 1908, se produjo el hundimiento de unas doscientas casas y otras muchas quedaron en estado de ruina. Aprovechando esa situación, la RTC inició una planificación urbanística en la zona, que llevaría en las décadas de 1920 y 1930 a levantar un barrio de nueva planta en El Valle bajo la dirección del ingeniero Alan Brace. Finalmente el núcleo del municipio de Minas de Riotinto se acabaría articulando en esta zona, donde además se encontraban las oficinas de la Rio Tinto Company Limited. También se levantarían algunos edificios singulares, como el ayuntamiento, un hospital minero, la casa cuartel de la Guardia Civil, un campo de fútbol o una estación ferroviaria perteneciente al ramal que iba hasta Zalamea la Real.
La comunidad británica en Riotinto se acabaría articulando de forma separada respecto a la población española, concentrándose en Bellavista. La vida social y cultural giraba en torno al Club Inglés, siendo frecuente la práctica de deportes como el críquet, el bádminton, el tenis, el fútbol o el polo. La influencia de la RTC iba más de Bellavista y los yacimientos mineros, puesto que la compañía acabó controlando casi todos los aspectos de la vida en el municipio. Se ha llegado a afirmar que durante este período Riotinto llegó a ser prácticamente una colonia británica. En contraste con el nivel de vida de la colonia inglesa, la situación de la clase trabajadora era mucho peor, debido a las duras condiciones laborales que debían soportar. A esto se sumaban las duras condiciones de vida de los mineros, concentrados en poblados insalubres y carentes de servicios básicos. Ello acabaría desembocando en frecuentes protestas y movimientos huelguísticos, como el que aconteció en 1888 —conocido como «el año de los tiros» por la represión gubernamental—. La huelga de 1920 adquirió una mayor envergadura y llegó a paralizar durante un año toda la cuenca minera.

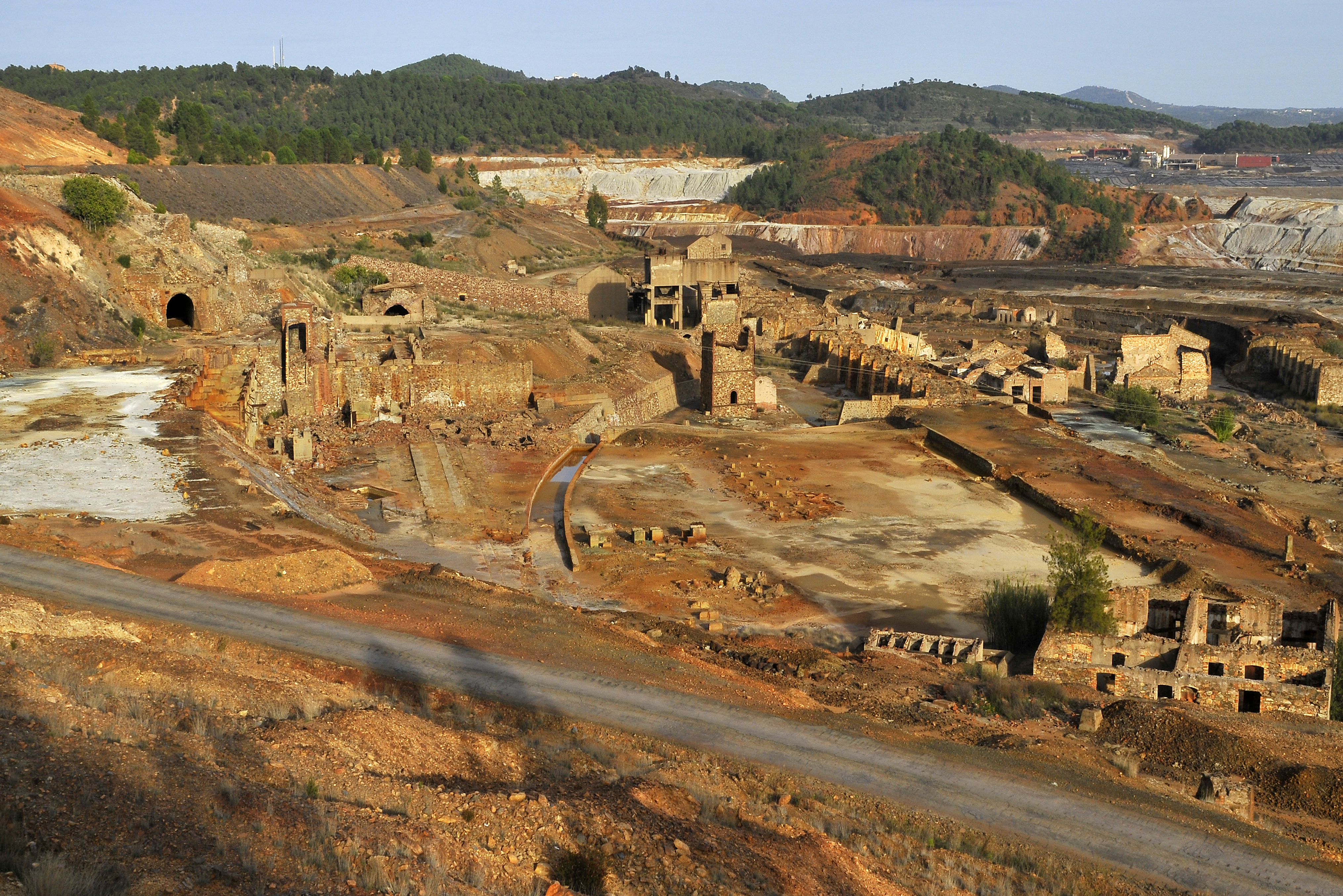
Restos de la Fundición de Piritas, en la zona de Zarandas-Naya (2014).

En 1954 los yacimientos  de la cuenca pasaron a manos del capital español, concretamente de la Compañía Española de Minas de Río Tinto (CEMRT), hecho que marcó el final de la etapa británica en el municipio. Se inició un nuevo período que vería actuar en la zona a diversas empresas, como fue el caso del grupo Unión Explosivos Río Tinto, Río Tinto Patiño o Río Tinto Minera, conociendo un nuevo impulso las actividades mineras con la explotación del Cerro Colorado desde 1967. 
A comienzos de la década de 1970 los núcleos de población de La Atalaya, Río Tinto-Estación y La Naya fueron derruidos, siendo realojados sus habitantes en nuevas barriadas que se levantaron junto al histórico poblado de El Valle (que se convirtió en el nuevo núcleo del municipio). Por parte de Río Tinto Patiño y Explosivos Río Tinto se emprendió en esa época la construcción de nuevas viviendas junto al núcleo de El Valle para realojar a los habitantes procedentes de los poblados obreros que habían sido desmantelados. Para esas fechas el antiguo pueblo de La Mina también quedó definitivamente despoblado, y años después sus últimos restos quedaron cubiertos por estériles sobrantes de las explotaciones de la cuenca. Estos hechos coincidieron con el declive de las actividades minero-metalúrgicas. El antiguo núcleo industrial comenzó a ser desmantelado y trasladado al nuevo Polo Químico de Huelva, al tiempo que muchos yacimientos empezaban a dar signos de agotamiento. La posterior crisis de la minería por la caída de los precios internacionales llevó al municipio a una profunda depresión económica.

### Período reciente
En 1979 el municipio eligió a su primer alcalde democrático tras la dictadura franquista, iniciándose una nueva etapa que vino acompañada de la institución del autogobierno regional. La década de 1980 vio como se cerraban el ferrocarril, así como diversas industrias y explotaciones mineras. La emblemática Corta Atalaya cesó sus actividades en 1992, quedando únicamente el Cerro Colorado como el único yacimiento en explotación de toda la cuenca minera. Este declive económico vino acompañado de una elevada conflictividad laboral y un aumento del paro. Ello tuvo un gran impacto en la economía del municipio, ya que por primera vez en varios siglos desaparecía la que había sido su principal fuente de empleo. En parte debido a esta situación, ya desde finales de la década de 1980 se pusieron en marcha diversas iniciativas de carácter cultural y turístico que buscaban paliar este declive. Nació así el parque Minero de Riotinto, en 1992, bajo la gestión de la Fundación Río Tinto (FRT).
La mala situación económica llevó a que los trabajadores asumieran la gestión directa de los yacimientos mediante una sociedad anónima laboral. Sin embargo, esta iniciativa terminó fracasando y en 2001, tras numerosas manifestaciones y protestas, cesó la actividad minera en la zona. Durante la primera década del siglo XXI el municipio se consolidó como un referente turístico del patrimonio industrial español. Sin embargo, la falta de perspectivas económicas se ha traducido en una crisis demográfica, impulsada por la emigración hacia otros puntos del país. Tras más de una década sin actividad, en 2015 se reactivó la explotación del yacimiento de Cerro Colorado por parte de la empresa chipriota Atalaya Mining dentro del denominado Proyecto Riotinto.

## Demografía
Originalmente, desde finales de la Edad Moderna la población del municipio estuvo concentrada en un mismo núcleo, el antiguo pueblo de Riotinto —hoy desaparecido—. Sin embargo, tras la llegada de los ingleses a la zona en el último tercio del siglo XIX, la población se dispersó en varios núcleos de nueva creación por todo el término municipal. Entre 1890 y 1930 la población de Minas de Riotinto se mantuvo en torno a los 10.000-11.000 habitantes, con fuertes oscilaciones, aunque con posterioridad a 1960 la demografía del municipio ha sufrido un importante declive debido a la crisis que vivió la minería. 
A partir de 1970 el casco urbano se articuló en torno al núcleo de El Valle, mientras otros poblados (como La Naya, La Atalaya o Río Tinto-Estación) terminaron desapareciendo.
Minas de Riotinto cuenta con una población de 3713 habitantes (INE 2024).
| Gráfica de evolución demográfica de Minas de Riotinto entre 1842 y 2021                                             |
| |
| Población de derecho según los censos de población del INE Población de hecho según los censos de población del INE |

## Economía

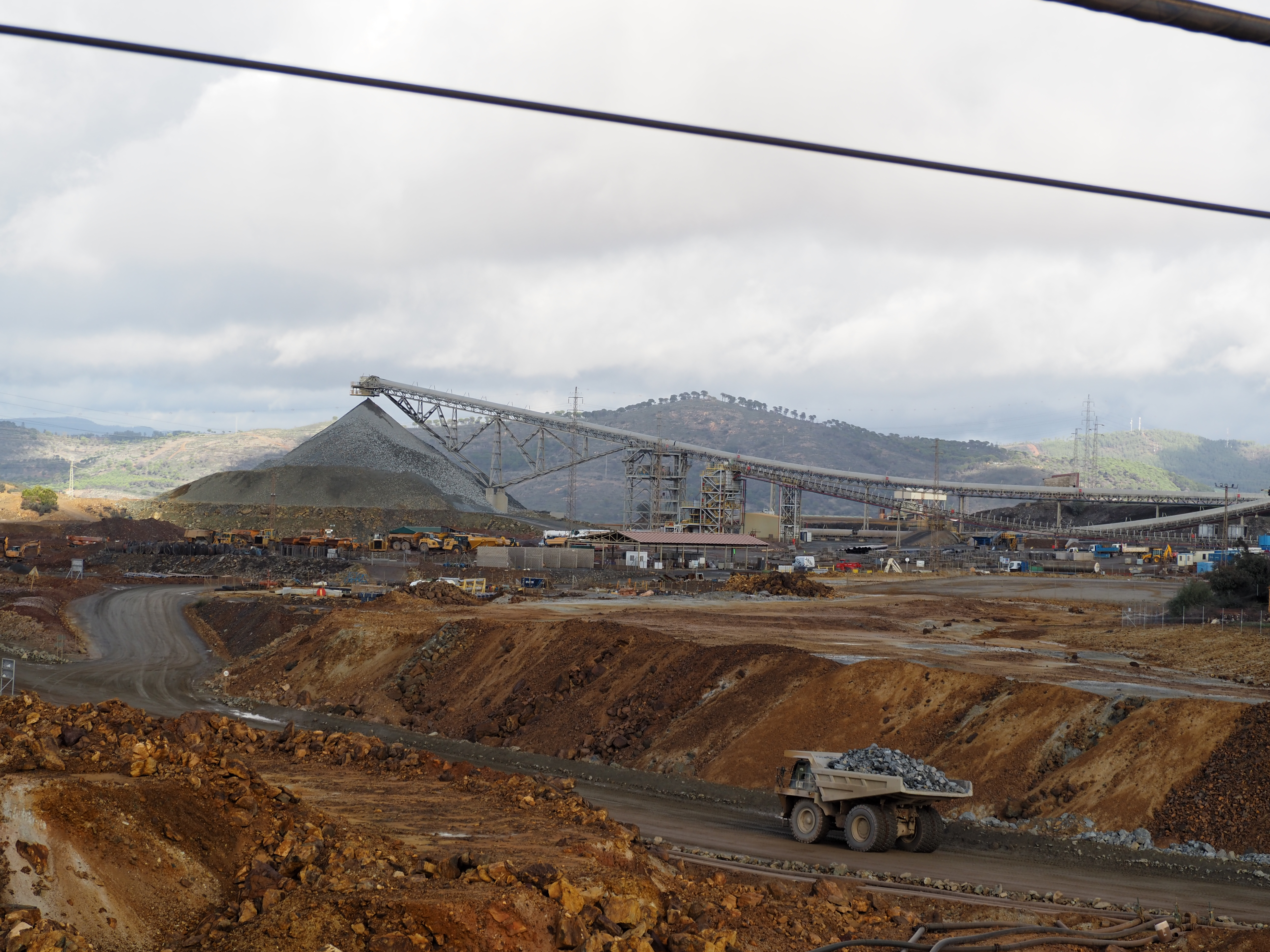
Cerro Colorado en plena actividad, diciembre de 2021

Históricamente el principal motor económico de la zona ha sido la minería y las actividades industriales asociadas a esta. Debido a la profunda crisis en que entró la minería riotinteña durante las décadas de 1980 y 1990, el municipio ha orientado progresivamente su economía hacia otros sectores, como el de la agricultura frutícola con la presencia de la compañía Riotinto Fruit o el del turismo a cargo de la Fundación Río Tinto. Este sector ofrece una oferta orientada a dar a conocer la memoria histórica de una comarca que durante siglos ha vivido de la minería. Ambos sectores, sin embargo, han demostrado ser insuficientes para el mantenimiento económico de la Cuenca Minera, lo que ha provocado tanto una elevada tasa de paro como una progresiva emigración.
Aunque en declive respecto a otras épocas del pasado, en la actualidad la minería sigue teniendo una presencia notable en el municipio, especialmente bajo la actividad de la empresa Atalaya Mining. El depósito minero de Riotinto ha albergado una de las mayores reservas de metales no férricos del mundo. Ha contenido unos 600 millones de toneladas de sulfuros masivos y 2000 millones de toneladas de stockwork, en total, 42 millones de toneladas de metales: 9 millones de toneladas de cobre, 15 millones de toneladas de zinc y 18 millones de toneladas de plomo, además de 1037 millones de onzas de plata y 11 millones de onzas de oro.

## Organización político-administrativa
En el ámbito administrativo, Minas de Riotinto es capital de la comarca de la Cuenca Minera y está adscrita al partido judicial de Valverde del Camino.

### Gobierno municipal
El ayuntamiento está conformado por varios centros administrativos. La casa consistorial se ubica en la plaza el Minero, en el antiguo núcleo de El Valle, desarrollándose en ella el grueso de la actividad municipal; este edificio acoge el Pleno municipal, oficina del alcalde y los principales departamentos de gobierno local. La biblioteca municipal «Juan Delgado López» se encuentra situada en la calle Maximiliano Tornet, a poca distancia del edificio consistorial. Por su parte, las dependencias de deporte se sitúan en el polideportivo municipal, ubicado este en la calle Posada.

Las formaciones políticas más relevantes en el ámbito local desde las elecciones de 1979 son el Partido Socialista Obrero Español (PSOE), que ha gobernado el municipio en nueve ocasiones, y el Partido Popular (PP), que ha gobernado en una ocasión. La corporación municipal de 1979-1983 estuvo presidida por un candidato independiente y tuvo participación de varias formaciones.
| Periodo   | Nombre                      | Partido |
| --------- | --------------------------- | ------- |
| 1979-1983 | Manuel Peregrina Gómez      | Ind.    |
| 1983-1987 | María Gabriela de la Fuente | PSOE    |
| 1987-1991 | Luis Cassá Marín            | PSOE    |
| 1991-1995 | Emilio Marín Macías         | PSOE    |
| 1995-1999 | Emilio Marín Macías         | PSOE    |
| 1999-2003 | José Manuel Delgado         | PSOE    |
| 2003-2007 | José Manuel Delgado         | PSOE    |
| 2007-2011 | Nuria Hernández Clavijo     | PSOE    |
| 2011-2015 | Nuria Hernández Clavijo     | PSOE    |
| 2015-2019 | Rosa Caballero Muñoz        | PP      |
| 2019-2023 | Rocío Díaz Cano             | PSOE    |
| 2023-act. | Rocío Díaz Cano             | PSOE    |

### Educación

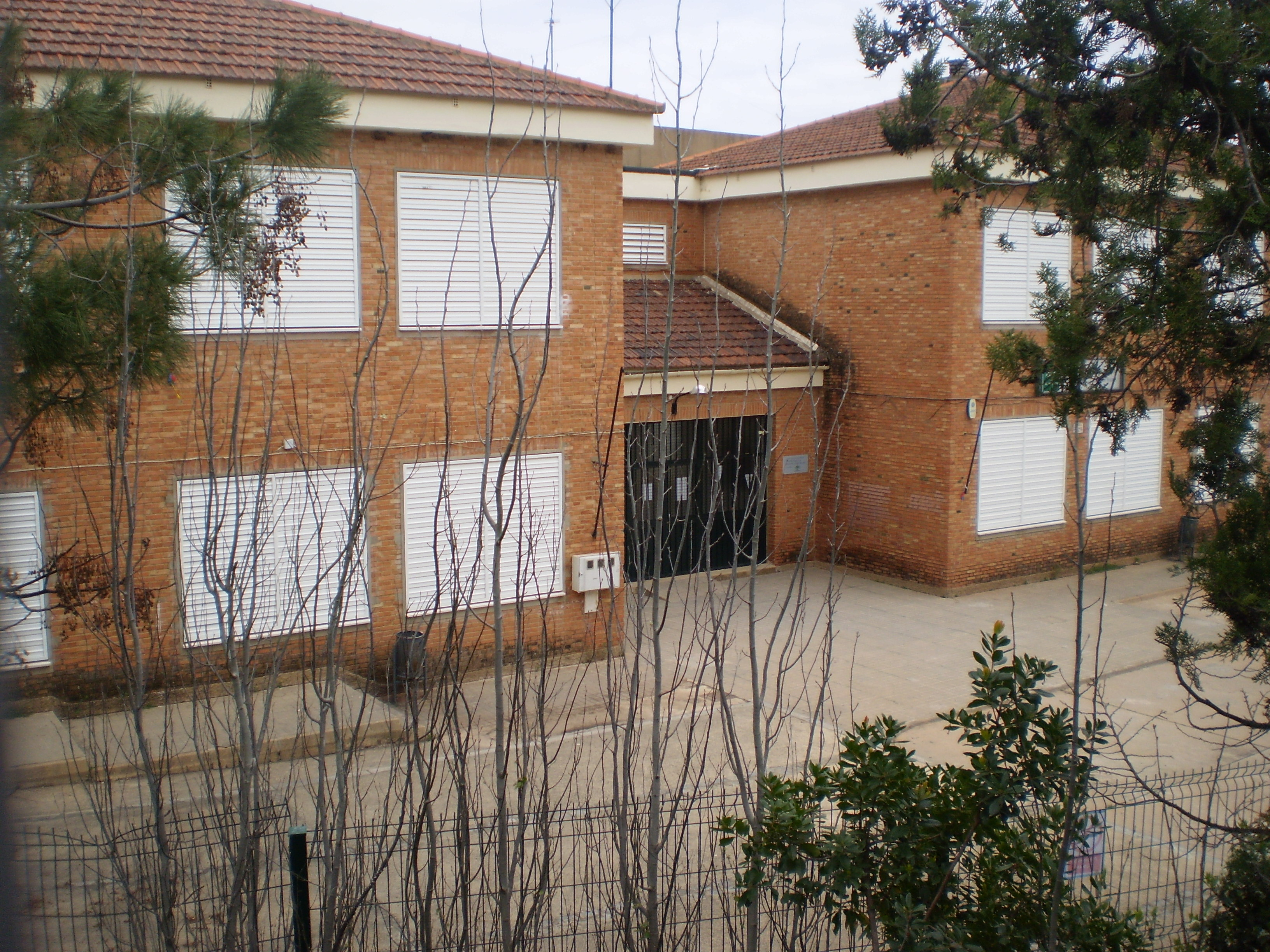
Colegio Virgen del Rosario, 2010

En el municipio existen los siguientes centros de enseñanza:
- CEIP Virgen del Rosario: ubicado en la avenida Teleras, 3.
- IES Cuenca Minera: ubicado en la avenida Juan Ramón Jiménez, s/n.
- CEPA La Corta: ubicado en la calle Muñoz Arteaga, 2.

### Sanidad
Minas de Riotinto cuenta con 2 centros sanitarios dependientes del Servicio Andaluz de Salud (SAS):
- Hospital comarcal de Riotinto: Ubicado en la avenida de la Esquila, 5.
- Centro de salud de Minas de Riotinto: Ubicado en la plaza Ernest Lluch, 1.

Igualmente existen varias farmacias en el municipio, ubicadas en el casco de Minas de Riotinto.

### Fuerzas y Cuerpos de Seguridad
La población de Minas de Riotinto cuenta con dotaciones de tres tipos de Fuerzas y Cuerpos de Seguridad:
- Policía local: la jefatura de la Policía local se sitúa en la plaza el Minero.
- Guardia Civil: el puesto de la Guardia Civil se sitúa en la calle Concha Espina.

El municipio también cuenta con Protección Civil, cuyas dependencias se encuentran en la plaza del Minero.

## Patrimonio y monumentos
Como en otros ámbitos, la actividad minera en Riotinto ha legado un importante patrimonio de carácter histórico que ha llegado hasta la actualidad en desigual estado de conservación. Se da la circunstancia de que el 90% del conjunto arquitectónico del casco urbano de Riotinto está ligado al patrimonio industrial, estando también muy influida su fisonomía por las actividades minero-industriales que se han venido desarrollando en el último siglo y medio. En el casco urbano del municipio se han conservado numerosos edificios de carácter histórico, ligados a la RTC, al tiempo que se han preservado zonas como el barrio inglés de Bellavista. Situación distinta es la del antiguo Polo Industrial, que se encuentra en riesgo de desaparición tras el cese de su actividad décadas atrás. Una parte importante del antiguo ferrocarril minero se ha conservado y rehabilitado, aunque numerosas infraestructuras (como el complejo de Río Tinto-Estación) han desaparecido en su casi totalidad.
En 2005 la zona minera de Riotinto-Nerva fue declarada como Bien de Interés Cultural con la categoría de sitio histórico.

### Patrimonio civil
- Archivo Histórico Minero (s. XX). Edificio que originalmente acogió la Agencia de trabajo de la Rio Tinto Company Limited.
- Barrio de Bellavista (s. XIX). Zona residencial de la colonia británica en Riotinto.
- Casa del Consejo (s. XIX). Edificio que originalmente acogió la residencia del director general de la RTC.
- Casa de Dirección (s. XX). Antigua sede administrativa y oficinas de la Rio Tinto Company Limited.
- Casa de Huéspedes (s. XX). Edificio que originalmente fungió como hotel de la RTC.
- Club Inglés (s. XX). Club social y centro cultural de la colonia británica en Riotinto.
- Economato Laboral Minero (s. XX). Antiguo economato de la RTC en el poblado de El Valle.

### Patrimonio minero-industrial
- Corta Atalaya (s. XX). Explotación minera a cielo abierto, actualmente inactiva y semi-inundada.
- Casa de Palancas Norte (s. XIX). Instalación ferroviaria para las labores de cambio y cruzamiento.
- Estación de El Valle (s. XX). Antigua estación de ferrocarril para pasajeros y mercancías.
- Estación de Zarandas (s. XX).  Antigua estación de ferrocarril para labores de clasificación.
- Ferrocarril de Riotinto (s. XIX). Línea férrea entre Huelva y Riotinto, que en la actualidad se mantiene en servicio de forma parcial.
- Fundición de Piritas (s. XX). Antigua instalación industrial destinada a la metalurgia de cobre.
- Museo Minero de Riotinto (s. XX). Edificio que originalmente acogió el Hospital Minero de la Rio Tinto Company Limited.
- Malacate de Masa Planes (s. XX). Antigua instalación para las labores mineras en el subsuelo.

### Patrimonio religioso
- Capilla de La Dehesa (s. XX). Antigua capilla levantada en el poblado de La Dehesa.
- Capilla presbiteriana de Bellavista (s. XIX). Antigua iglesia de la colonia británica de Riotinto.
- Cementerio protestante (s. XIX). Antiguo cementerio de la colonia británica, ligado a la RTC.
- Cementerio municipal (s. XX). Antiguo cementerio español, construido por la RTC.
- Ermita de Santa Bárbara (s. XX). Ermita levantada en el poblado de El Valle.
- Iglesia de Santa Bárbara (s. XX). Iglesia parroquial adscrita al poblado de El Valle.

## Cultura y turismo
El Club Inglés Bella Vista es la institución cultural de mayor tradición de Minas de Riotinto, con unos orígenes que se remontan hasta 1878. El Club Inglés suele organizar eventos de carácter cultural y recreativo. El municipio también cuenta con el Cine-Teatro «Juan Cobos Wilkins», de carácter multiusos, que permite su empleo tanto para sala de cine como para la representación de obras teatrales.
Históricamente, el fútbol ha constituido un deporte con gran presencia social en Minas de Riotinto, a la que se ha llegado a considerar como la «cuna del fútbol en España». Sus orígenes se remontan a la llegada de los británicos a la zona hacia finales del siglo XIX, que importaron este deporte entonces en ascenso en Gran Bretaña. Es en ese contexto cuando nace el Río Tinto Foot-Ball Club, disputándose los primeros partidos de fútbol en suelo español. En la actualidad el Riotinto Balompié (fundado en 1914) es el principal equipo local, que cuenta con el estadio municipal como campo de juego. Otros deportes con arraigo en el municipio son el tenis y el golf, también con orígenes ingleses. Desde 1992 opera el Club de Golf Corta Atalaya.

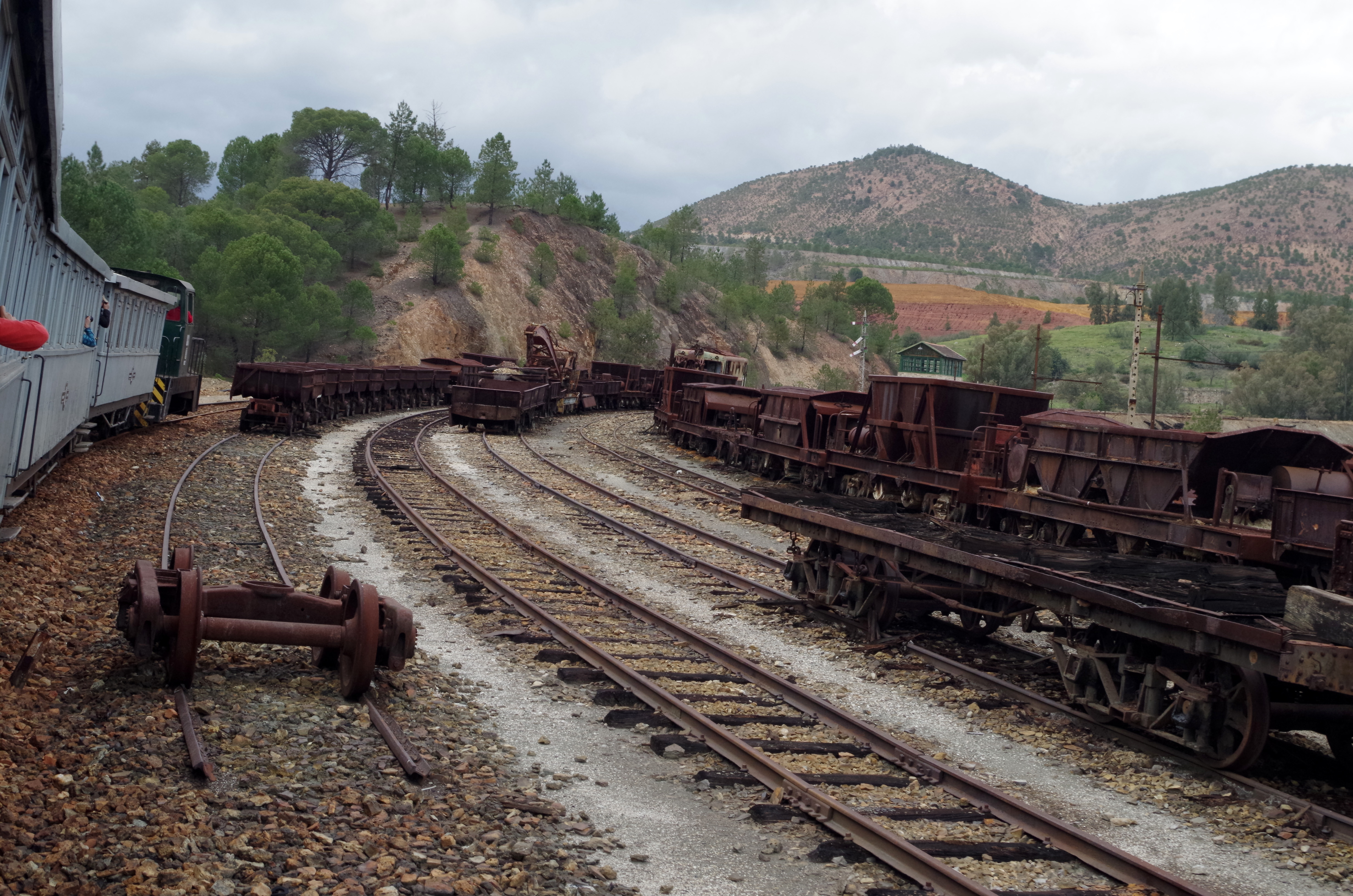
Trayecto del tren turístico minero a su paso por Zarandas-Naya.

El turismo ocupa una parte importante del sector cultural, enfocado en el patrimonio industrial y el legado histórico de la minería. Desde 1992 el parque Minero de Riotinto acoge diferentes iniciativas de carácter turístico, como el Museo Minero, el ferrocarril turístico minero o la Casa 21 del barrio de Bellavista. El tren turístico, que recorre una parte del trazado del antiguo ferrocarril minero, constituye uno de los elementos más populares del parque minero entre los visitantes. Cabe destacar que posee varias locomotoras de vapor en funcionamiento, siendo una de ellas la más antigua de España que todavía se encuentra en servicio. Así mismo, algunas explotaciones mineras en desuso, como la Corta Atalaya o la cercana mina de Peña del Hierro, han sido rehabilitadas para permitir su visita con fines recreativos.